# Lockeport
Lockeport est un village canadien situé dans le Comté de Shelburne en Nouvelle-Écosse.  C'est un village de pêcheurs traditionnels de la Nouvelle-Écosse, situé sur une péninsule dans la baie Allendale. Il est relié au continent par la chaussée de Crescent Beach. La zone qui entoure la baie est connue sous le nom de "Ragged Islands". 

## Démographie
| 2001 | 2006 | 2011 | 2016 |
| ---- | ---- | ---- | ---- |
| 701  | 646  | 588  | 531  |